# Charles-Louis Van Renynghe

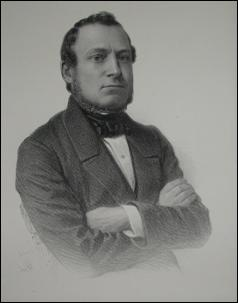

Charles-Louis Cornil van Renynghe, ook genaamd van Renynghe de Voxvrie, (Poperinge, 4 november 1803 - 1 juli 1871) was een Belgisch volksvertegenwoordiger en burgemeester.

## Levensloop
Van Renynghe was de zoon van Louis-Joseph van Renynghe en van Marie-Madeleine Du Flocq. Hij trouwde met Nathalie Vercammen-Garmyn en ze kregen twee zoons en twee dochters.
Hij behaalde zijn doctoraat in de rechten (1826) aan de Rijksuniversiteit Gent en vestigde zich als advocaat in Poperinge. In de Hollandse Tijd werd hij lid van de Burgerwacht. In 1826 was hij er kapitein en in 1830, naar aanleiding van de Belgische revolutie werd hij luitenant-kolonel.
In 1830 werd hij gemeenteraadslid en schepen van Poperinge en vanaf 1833 tot 1871 was hij burgemeester. Van 1836 tot 1847 was hij ook provinciaal raadslid in West-Vlaanderen.
In 1847 werd hij verkozen tot katholiek volksvertegenwoordiger voor het arrondissement Ieper en bleef in deze hoedanigheid zetelen tot aan zijn dood, met een onderbreking van 1868 tot 1870 door de nipte verkiezing van zijn neef en politieke tegenstrever, de liberale kandidaat Jules Van Merris.